# فرانچسکو آکوارولی
فرانچسکو آکوارولی (ایتالیایی: Francesco Acquaroli؛ زادهٔ ۲۷ مارس ۱۹۶۲) بازیگر اهل ایتالیا است.
از فیلم‌ها و مجموعه‌های تلویزیونی که وی در آن نقش داشته‌است، می‌توان به مادر من، پازولینی، مرد سگی، به خانه خوش‌آمدید، مارشال روکا، حوزه استحفاظی، جایی در آفتاب، واحد ضد مافیا، پدر ماتئو و فارگو اشاره کرد.